# Cantono-Frigerio-System

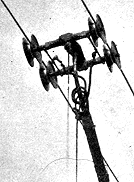
Kontaktwagen des Cantono-Frigerio-Systems

Das Cantono-Frigerio-System war ein italienisches Stromabnehmersystem für Oberleitungsbusse und Oberleitungslastkraftwagen, bei dem ein vierrädriger Kontaktwagen über eine feste Stange von unten an die beiden Fahrdrähte gedrückt wurde, die im Abstand von 50 Zentimetern zueinander verliefen. Es wird in englischen Veröffentlichungen oft Filovia-System genannt, wobei das italienische Wort filovia (deutsch: Drahtweg) generell für eine Oberleitungsstrecke jeglicher Bauart verwendet wird.

## Geschichte

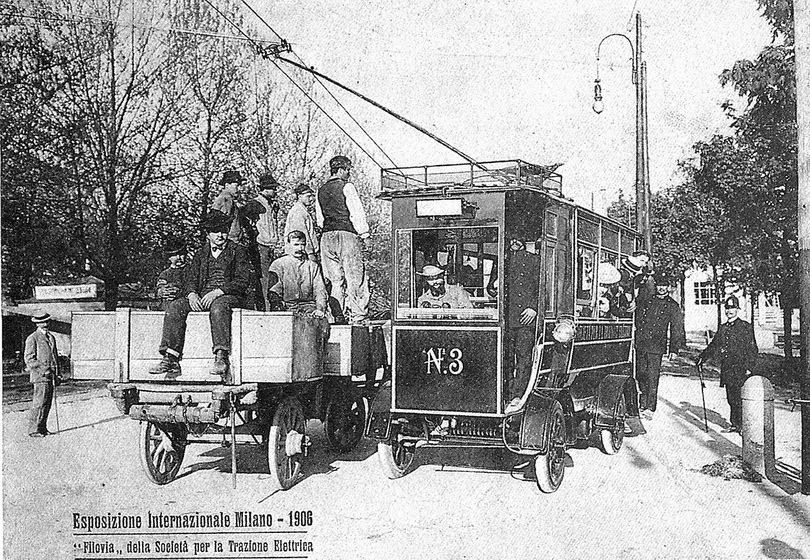
Ein Oberleitungsbus der Società per la Trazione Elettrica bei einem Ausweichmanöver auf der Weltausstellung Mailand 1906

Nachdem Werner Siemens bereits 1882 mit dem Elektromote ein erstes Stromabnahmesystem für Straßenfahrzeuge vorgestellt hatte (basierend auf einem auf der Leitung laufenden Kontaktwagen), folgte 1901 Max Schiemann mit seinen Schleifschuhen, die per Federkraft an die Fahrleitung gedrückt wurden. Daraufhin kombinierten zwei Jahre später die Ingenieure Eugenio Cantono aus Rom und Carlo Frigerio aus Mailand die beiden Prinzipien. Daraus entstand die Bezeichnung Cantono-Frigerio-System. Zuvor verkehrte allerdings bereits zwischen Mai und November 1902 ein Schiemann-Obus auf der Turiner Gewerbeausstellung, der als erster italienischer O-Bus überhaupt gilt.
Das 1903 vorgestellte Cantono-Frigerio-System unterschied sich von den bisher bekannten Stromabnehmern dadurch, dass es einen vierrädrigen Kontaktwagen verwendete, der von unten über eine einzelne Stange an die Oberleitung gedrückt wurde. Die mögliche Abweichung nach rechts oder links betrug dabei bis zu 3,5 Meter. Die Fahrzeuge hatten üblicherweise zwei Motoren mit jeweils elf Kilowatt Leistung und konnten 20 bis 24 Fahrgäste transportieren. Sie konnten engere Kurven und größere Steigungen als Straßenbahnen bewältigen und fuhren bis zu 30 km/h schnell. Die Oberleitungsdrähte hatten einen Durchmesser von neun Millimetern. Es gab nur eine Oberleitung je Strecke, sie wurde mit 600 Volt Gleichspannung gespeist und in beiden Fahrtrichtungen benutzt. Die Fahrzeuge hatten einen Führerstand wie bei einer Straßenbahn. Ausgeführt wurden die betreffenden Strecken von den Unternehmen Eugenio Cantono S.A. (ab 1904 Cantono Avantreni S.A. beziehungsweise ab 1906 Fabbrica Rotabili Avantreni Motori S.A.) und Società in Accomandita Ing. Carlo Frigerio & C. (ab 1905 Società per la Trazione Elettrica).
Das Cantono-Frigerio-System konnte sich in Italien etablieren, bereits 1916 existierten mehrere erfolgreich betriebene Strecken mit einer Gesamtlänge von mehr als 80 Kilometern. In einigen Städten wurden sogar Subventionen für die Errichtung der Oberleitungen zur Verfügung gestellt.
| Strecke                         | Betriebsdauer | Bild | Bemerkungen |
| ------------------------------- | ------------- | ---- | --- |
| Pescara–Castellammare Adriatico | 1903 bis 1904 |      | Die ersten O-Busse nach dem System Cantono-Frigerio fuhren ab 1903 von Pescara nach Castellammare Adriatico, das heute nach Pescara eingemeindet ist. Die zweimotorigen Fahrzeuge wurden mit 550 Volt Gleichstrom gespeist und mit einem lärmenden Kettenantrieb auf die Vollgummi-Hinterräder angetrieben. Ihre Höchstgeschwindigkeit betrug 25 Kilometer pro Stunde. |
| La Spezia–Porto Venere          | 1906 bis 1909 |      | Die Strecke wurde am 10. Februar 1906 von La Spezia bis Fezzano eingeweiht und bot anfangs 20 Fahrten hin und zurück pro Tag. Nach anfänglichem Lob erwies sich die Kapazität als unzureichend und hätte die Inbetriebnahme von größeren Fahrzeugen erfordert. Der Betrieb war schwierig: die holprigen Straßen und häufige Entgleisungen des Stromabnehmerwägelchens begrenzten die Geschwindigkeit, und es gab immer wieder Probleme mit den Bremsen und der elektrischen Isolierung der Fahrzeuge. Diese Probleme führten dazu, dass die Stadt La Spezia 1908 den Bau einer Straßenbahn bis Cadimare beschloss, die den O-Bus ab November 1909 ersetzte. |
| Mailand                         | 1906          |      | Während der Mailänder Weltausstellung vom 28. April bis zum 11. November 1906 demonstrierte die Società per la Trazione Elettrica auf einem Rundkurs um das Ausstellungsgelände auf der Piazza d'Armi erfolgreich die Vorteile des Systems. |
| Siena                           | 1907 bis 1920 |      | Am 24. März 1907 wurden nach einigen Probefahrten O-Busse in Siena in Betrieb genommen. Die etwa sieben Kilometer lange Strecke verband die Ortsteile Fontebecci und Valli mit der Innenstadt (Piazza Indipendenza) und dem Bahnhof. Sie wurde anfangs von der Società Imprese Elettriche Senesi (SIES) betrieben, die später in Società Anonima Filovie Senesi (SAFS) umbenannt wurde. Die steilen und schmalen Straßen mit engen Kurven führten zu Schwierigkeiten, so dass das Unternehmen am 13. April 1920 liquidiert wurde. |
| Ivrea–Cuorgnè                   | 1908 bis 1935 |      | Die Strecke von Ivrea nach Cuorgnè, die auf Initiative des Landvermessers Vallino erbaut wurde, wurde am 30. März 1908 eröffnet. Sie hatte den Spitznamen Filovia del Poeta (Dichter-Drahtweg) weil sie am Haus des Dichters Giuseppe Giacosa vorbeifuhr. Im Gegensatz zu anderen Systemen der Pionierzeit bot sie anfangs einen zufriedenstellenden Betrieb. Als ab Ende der 1920er Jahre der Verkehr weiter anstieg, wurde sie durch Omnibusse ersetzt. |
| Cuneo                           | 1908 bis 1968 |      | Die Arbeiten für den O-Bus in Cuneo begannen im April 1908. Im Juni 1908 begannen die Probefahrten. Die erste O-Bus-Linie der Stadt, die den Bahnhof mit der Neuen Kirche verband, wurde am 1. August 1908 in Betrieb genommen und am 9. August 1908 offiziell eröffnet. Es wurden bis 1926 die sechs Wagen der Weltausstellung in Mailand sowie bis 1920 ein Oberleitungslastkraftwagen eingesetzt. Nachdem am Anfang der 1960er Jahre die Linie vom Bahnhof über die Piazza Galimberti zum Borgo Gesso stillgelegt worden war, wurde 1968 die Linie von der Piazza Torino über die Piazza Galimberti und den Corso Nizza nach San Rocco stillgelegt.      |
| Argegno–San Fedele Intelvi      | 1909 bis 1922 |      | Die Filovia Valle d'Intelvi von Argegno am Comer See nach San Fedele Intelvi wurde vom 4. Juli 1909 bis Ende 1922 betrieben. Sie fuhr auf einer steilen Serpentinenstraße mit bis zu elf oder nach anderen Quellen sogar bis 13 Prozent Steigung. |
| L’Aquila                        | 1909 bis 1924 |      | Die L'Aquila Città Filovia war von 1909 bis 1924 in Betrieb. |
| Alba–Barolo                     | 1910 bis 1919 |      | Die Strecke Alba–Barolo wurde von der Società per la Trazione Elettrica aus Mailand geplant und gebaut und von der Società Filovia Albesi betrieben. Sie wurde am 26. September 1910 in Betrieb genommen und wegen gravierender technischer Probleme 1919 stillgelegt. |
| Enego–Primolano                 | 1915 bis 1918 |      | Die meisten O-Bus-Linien wurden neben der Personenbeförderung auch für den Güterverkehr mit Oberleitungslastkraftwagen genutzt. Die 1915 in Betrieb genommene Linie von Enego nach Primolano hingegen wurde von der königlichen italienischen Armee errichtet und diente in erster Linie dem Güterverkehr, das heißt insbesondere dem Munitionstransport. |
| Edolo–Ponte di Legno            | 1915 bis 1918 |      | Die Strecke von Edolo nach Ponte di Legno wurde von der Armee errichtet und militärisch genutzt. |
| Marostica–Puffele               | 1916 bis 1919 |      | Die Strecke Marostica–Puffele wurde während des Ersten Weltkriegs militärisch zum Güterverkehr und Munitionstransport genutzt. |
| Breganze–Turcio                 | Um 1916       |      | Die Strecke von Breganze nach Turcio wurde während des Ersten Weltkriegs militärisch vor allem zum Munitionstransport genutzt. |

## Siehe auch

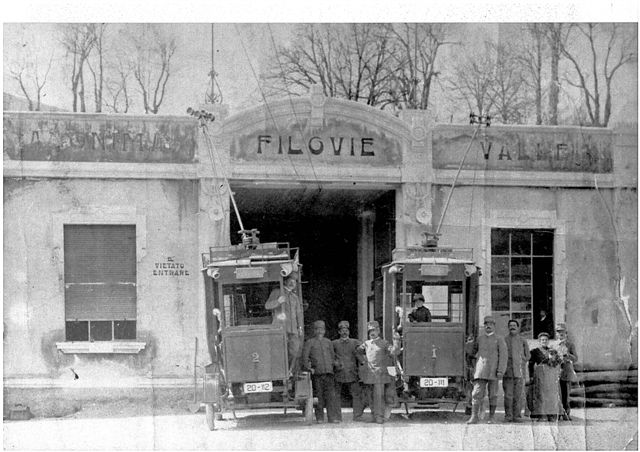
Depot der Filovia Valle d'Intelvi